# Wahlen in Sambia 1996
Die Wahlergebnisse vom 18. November 1996 in Sambia. Es gab 2.267.382 registrierte Wähler. Die Beteiligung bei der Wahl zum Präsidenten Sambias lag mit 1.325.053 abgegebenen Stimmen bei 58,4 %. Von diesen waren 66.248 ungültig und 1.258.805 gültig. Für die Wahlen zur Nationalversammlung liegen solche Zahlen nicht vor. Warum die Sitzverteilung in der Nationalversammlung nicht den Prozentsätzen der erhaltenen Stimmen der entsprechenden Parteien entspricht, bleibt unklar.
| Ergebnisse der Präsidentschaftswahlen vom 18. November 1996 in Sambia |                                   |           |         |
| Kandidat                                                              | Partei                            | Stimmen   | Prozent |
| Frederick Chiluba                                                     | Movement for Multiparty Democracy | 913.770   | 72,59 % |
| Dean Mung’omba                                                        | Zambian Democratic Congress       | 160.439   | 12,74 % |
| Humphrey Mulemba                                                      | National Party                    | 83.875    | 6,66 %  |
| Akashambatwa Mbikusita-Lewanika                                       | Agenda for Zambia                 | 59.250    | 4,70 %  |
| Chama Chakomboka                                                      | Movement for Democratic Process   | 41.471    | 3,29 %  |
| gesamt                                                                |                                   | 1.258.805 | 100,0 % |

| Ergebnisse der Wahlen zur Nationalversammlung vom 18. November 1996 in Sambia |         |         |         |
| Partei                                                                        | Stimmen | Prozent | Mandate |
| Movement for Multiparty Democracy                                             | 737.062 | 60,1 %  | 131     |
| Zambian Democratic Congress                                                   | 172.446 | 14,1 %  | 2       |
| National Party                                                                | 88.444  | 7,2 %   | 5       |
| Agenda for Zambia                                                             | 18.982  | 1,5 %   | 2       |
| Unabhängige                                                                   | 126.032 | 10,3 %  | 10      |
| andere                                                                        | 83.693  | 6,8 %   | 0       |
| vom Präsidenten ernannte Abgeordnete                                          |         |         | 8       |
| Parlamentspräsident (Speaker)                                                 |         |         | 1       |
| gesamt                                                                        |         |         | 159     |